# إلتون (لويزيانا)
إلتون (بالإنجليزية: Elton, Louisiana)‏ هي بلدة أمريكية تقع في الولايات المتحدة في لويزيانا. يقدر عدد سكانها بـ 1,261 نسمة .

## التركيبة السكانية
حدّد مكتب تعداد الولايات المتحدة بيانات التركيبة السكانية لإلتون في تعداد الولايات المتحدة. في ما يلي، التركيبة السكانية حسب تعدادي 2000 و2010.

### تعداد عام 2000
بلغ عدد سكان إلتون 1,261 نسمة بحسب تعداد عام 2000، وبلغ عدد الأسر 489 أسرة وعدد العائلات 343 عائلة مقيمة في البلدة. في حين سجلت الكثافة السكانية 293.3 نسمة لكل كيلومتر مربع (759.6/ميل2). وبلغ عدد الوحدات السكنية 574 وحدة بمتوسط كثافة قدره 133.5 لكل كيلومتر مربع (345.8/ميل2).
وتوزع التركيب العرقي للبلدة بنسبة 55.83% من البيض و39.10% من الأمريكيين الأفارقة و2.06% من الأمريكيين الأصليين و0.16% من الأمريكيين ذوي الأصول الآسيوية و0.40% من الأعراق الأخرى و2.46% من عرقين مختلطين أو أكثر و1.03% من الهسبانيون أو اللاتينيون من أي عرق.
بلغ عدد الأسر 489 أسرة كانت نسبة 38.7% منها لديها أطفال تحت سن الثامنة عشر تعيش معهم، وبلغت نسبة الأزواج القاطنين مع بعضهم البعض 48.9% من أصل المجموع الكلي للأسر، ونسبة 17.4% من الأسر كان لديها معيلات من الإناث دون وجود شريك،  بينما كانت نسبة 3.9% من الأسر لديها معيلون من الذكور دون وجود شريكة وكانت نسبة 29.9% من غير العائلات. تألفت نسبة 26.2% من أصل جميع الأسر من عدة أفراد يعيشون في نفس المنزل ونسبة 13.1% كانت تتألف من شخص يعيش بمفرده يبلغ من العمر 65 عاماً أو أكثر. وبلغ متوسط حجم الأسرة المعيشية 2.58، أما متوسط حجم العائلات فبلغ 3.12.
بلغ العمر الوسطي للسكان 35.0 عاماً. وكانت نسبة 28.5% من القاطنين تحت سن الثامنة عشر، وكانت نسبة 9.6% بين الثامنة عشر والرابعة والعشرين عاماً، ونسبة 24.6% كانت واقعةً في الفئة العمرية ما بين الخامسة والعشرين والرابعة والأربعين عاماً، ونسبة 23.2% كانت ما بين الخامسة والأربعين والرابعة والستين، ونسبة 14.1% كانت ضمن فئة الخامسة والستين عاماً فما فوق. يوجد لكل 100 أنثى 89.1 ذكر، ويوجد لكل 100 أنثى في الثامنة عشر من عمرها فما فوق 83.3 ذكر.
بلغ متوسط دخل الأسرة في البلدة 21,384 دولارًا، أما متوسط دخل العائلة فبلغ 28,359 دولارًا. وكان متوسط دخل الذكور 22,500 دولارًا مقابل 16,417 دولارًا للإناث. وسجل دخل الفرد الخاص بالبلدة 10,713 دولارًا. وكانت نسبة 26.6% من العائلات ونسبة 32% من السكان تحت خط الفقر، وكان من هؤلاء نسبة 43.8% تحت سن الثامنة عشر ونسبة 23.1% في الخامسة والستين من العمر وما فوق.

### تعداد عام 2010
بلغ عدد سكان إلتون 1,128 نسمة بحسب تعداد عام 2010، وبلغ عدد الأسر 479 أسرة وعدد العائلات 304 عائلة مقيمة في البلدة. في حين سجلت الكثافة السكانية 262.3 نسمة لكل كيلومتر مربع (679.4/ميل2). وبلغ عدد الوحدات السكنية 569 وحدة بمتوسط كثافة قدره 132.3 لكل كيلومتر مربع (342.7/ميل2).
وتوزع التركيب العرقي للبلدة بنسبة 56.12% من البيض و37.85% من الأمريكيين الأفارقة و1.95% من الأمريكيين الأصليين و0.44% من الأمريكيين ذوي الأصول الآسيوية و0.71% من الأعراق الأخرى و2.93% من عرقين مختلطين أو أكثر و2.39% من الهسبانيون أو اللاتينيون من أي عرق.
بلغ عدد الأسر 479 أسرة كانت نسبة 31.1% منها لديها أطفال تحت سن الثامنة عشر تعيش معهم، وبلغت نسبة الأزواج القاطنين مع بعضهم البعض 40.5% من أصل المجموع الكلي للأسر، ونسبة 18% من الأسر كان لديها معيلات من الإناث دون وجود شريك،  بينما كانت نسبة 5% من الأسر لديها معيلون من الذكور دون وجود شريكة وكانت نسبة 36.5% من غير العائلات. تألفت نسبة 33.6% من أصل جميع الأسر من عدة أفراد يعيشون في نفس المنزل ونسبة 14.4% كانت تتألف من شخص يعيش بمفرده يبلغ من العمر 65 عاماً أو أكثر. وبلغ متوسط حجم الأسرة المعيشية 2.35، أما متوسط حجم العائلات فبلغ 2.99.
بلغ العمر الوسطي للسكان 39.2 عاماً. وكانت نسبة 25.5% من القاطنين تحت سن الثامنة عشر، وكانت نسبة 8.8% بين الثامنة عشر والرابعة والعشرين عاماً، ونسبة 21.7% كانت واقعةً في الفئة العمرية ما بين الخامسة والعشرين والرابعة والأربعين عاماً، ونسبة 25.6% كانت ما بين الخامسة والأربعين والرابعة والستين، ونسبة 18.4% كانت ضمن فئة الخامسة والستين عاماً فما فوق. وتوزع التركيب الجنسي للسكان بنسبة 47.3% ذكور و52.7% إناث.